# 前770年
| 千纪： | 前1千纪 |
| 世纪： | 前9世纪 \| 前8世纪 \| 前7世纪 |
| 年代： | 前800年代 \| 前790年代 \| 前780年代 \| 前770年代 \| 前760年代 \| 前750年代 \| 前740年代 |
| 年份： | 前775年 \| 前774年 \| 前773年 \| 前772年 \| 前771年 \| 前770年 \| 前769年 \| 前768年 \| 前767年 \| 前766年 \| 前765年                                                                                                |
| 纪年： | 辛未年（羊年）；周平王元年；周攜王元年；魯孝公三十七年；齊莊公二十五年；晉文侯十一年；秦襄公八年；楚若敖二十一年；宋戴公三十年；衛武公四十三年；陳平公八年；蔡釐侯四十年；曹惠伯二十六年；鄭武公元年；燕頃侯二十一年 |

## 大事記
- 周幽王太子宜臼（即周平王）東遷雒邑（今河南洛陽），東周開始，春秋時期開始。[1]
- 西北犬戎入侵西周，西周灭亡。
- 秦襄公因率兵護送周平王有功被封為諸侯，受賜岐山以西之地，秦襄公築祭祀上帝，稱他所轄之地為西寺。[2]